# قصيبة رئيسية
القصيبات أو الشعيبات (بالإنجليزية: bronchioles أو bronchioli)‏ ومفردها قصيبة أو شعيبة (بالإنجليزية: Bronchiole)‏ وهي المجاري التنفسية التي ينتقل خلالها الهواء من الفم والأنف نحو الحويصلات الهوائية في الرئة لكن هذه التفرعات لم تعد تحتوي على الغضاريف والغدد في تحت المخاطية. القصيبات فروع للشعب الهوائية وجزء من المنطقة الموصلة في الجهاز التنفسي.
تتفرع القصيبات إلى فروع أخرى هي القصيبات الانتهائية وهي أيضا جزء من المنطقة الموصلة، ثم تتفرع القصيبات الانتهائية إلى فروع أخرى أصغر هي القصيبات التنفسية والتي تعد بداية المنطقة التنفسية التي يتم فيها التبادل الغازي.